# Aljosjkina ljubov
Aljosjkina ljubov (russisk: Алёшкина любовь, da.: Aljosjas kærlighed) er en sovjetisk melodrama spillefilm fra 1960 instrueret af debutanterne Semjon Tumanov og Georgij Sjjukin under kunstnerisk supervision af Mikhail Romm.
Filmen blev en stor kommerciel succes og blev set af 23,7 millioner mennesker i USSR.

## Handling
En gruppe geologer arbejder i stepperegionen for at finde steder til malmudvinding. Blandt dem er Aljosja, en tynd, genert og drømmende ung mand, der bliver genstand for latterliggørelse fra de øvrige.
Han møder den unge smukke Zinka, der bor sammen med sin bedstefar. Aljosja bringer blomster  til Zinka hver dag til de øvrige morskab. Men Aljosjas kærlighed udvikler sig og Zinka knytter sig til ham. 

## Medvirkende
- Leonid Bykov som Aljosja
- Aleksandra Zavjalova som Zina
- Aleksej Gribov
- Jurij Belov som Arkadij
- Ivan Savkin som Nikolaj